# Spartan Cruiser
Saro A.24 Mailplane
Le Spartan Cruiser est un avion monoplan britannique trimoteur de transport de 6 à 10 passagers construit au début des années 1930 par Spartan Aircraft Limited à East Cowes sur l'Île de Wight. C'était un développement du Saro-Percival Mailplane pour le transport de passagers.

## Conception et développement
Le Saro-Percival Mailplane était un avion monoplan trimoteur pour le courrier conçu par Edgar Percival, et construit par Saunders-Roe Limited (Saro) à Cowes en 193, le premier avion volant au début de 1932. C'était un monoplan à ailes basses, avec les ailes en bois et le fuselage en contreplaqué, et qui était propulsé par trois moteurs de Havilland Gipsy III de 120 ch. Quand Saro a été financièrement réorganisé, Percival a vendu sa participation dans l'avion à Saro, qui l'a re-désigné comme le Saro A.24 Mailplane. En raison des liens étroits entre Saro et Spartan Aircraft, le développement de l'avion a été transféré à Spartan, et l'avion a été re-désigné de nouveau comme le Spartan Mailplane . L'avion a été modifié pour accueillir deux sièges passagers . À partir du 15 juin 1932, le Mailplane immatriculé G-ABLI a volé depuis Stanley Park Aerodrome (Blackpool) à Karachi en Inde en un total de 5 jours 23 heures 50 minutes.
Le Mailplane n'avait aucun intérêt commercialement parlant, de sorte que la conception a été re-travaillé comme un transporteur de passagers. Cet avion de nouvelle conception a été désigné le Spartan Cruiser, et le prototype immatriculé G-ABTY réalise son premier vol en mai 1932, piloté par Louis Strange. Le format originale du trimoteur à aile basse avait été maintenu, mais le fuselage en contreplaqué a été remplacé par un fuselage entièrement métallique pour transporter six passagers et deux membres d'équipage.
Seulement un seul exemplaire a été construit sur la base basique du Cruiser (immatriculation G-ABTY, plus tard connu sous le nom de Cruiser I). Le nouveau Cruiser et le Mailplane ont été présentés lors de la première exposition de Society of British Aircraft Constructors (SBAC) à Hendon Aerodrome le 27 juin 1932. Il a ensuite été utilisé pour des manifestations, y compris un tour de vente au niveau européen de 3593 miles. La compagnie aérienne yougoslave Aeroput (en) en a commandé deux avions et une licence de construction d'autres exemplaires en Yougoslavie à l'usine d'avions Zmaj aircraft.
Le Cruiser a été re-conçu sous le nom de Spartan Cruiser II, avec un fuselage et le cockpit modifié. Le premier Cruiser II (immatriculation G-ACBM) a volé en février 1933, propulsé par des moteurs Cirrus Hermes IV, l'avion immatriculé G-ACKG/VT-AER a également utilisé ce type de moteur. La plupart des autres Spartan Cruiser II construits ont été alimentés par trois moteurs Gipsy Major, mais l'avion G-ACOU/OK-ATM était propulsé par des moteurs Walter Major. En 1933 et 1934, douze Cruiser II ont été construits par Spartan, dont cinq ont été exportés. Seulement un seul exemplaire sous licence du Cruiser II (immatriculation YU-SAP)  a été construit à Zemun en Yougoslavie, par la compagnie d'aviation Zmaj aircraft, en 1935,.
Un développement ultérieur a été le Spartan Cruiser III, avec un fuselage aérodynamique affiné pour accueillir huit passagers, avec un pare-brise modifié et un train d'atterrissage principal caréné. Seulement trois Cruiser III ont été construits (immatriculation G-ACYK, G-ADEL et G-ADEM) , pour la Spartan Air Lines.

## Histoire opérationnelle
La Spartan Air Lines Ltd a été créée pour faire opérer des Cruisers entre Londres et Cowes de l'Ile de Wight. En avril 1933, Spartan Air Lines exploité d'abord le Cruiser I immatriculé G-ABTY et deux Cruiser II immatriculé U-ACDW et G-ACDX à partir de Heston Aerodrome. 

Iraq Airwork Limited a commandé un avion pour une route aérienne expérimentale entre Bagdad et Mossoul, avec un autre aéronef commandé par Misr Airwork, la branche égyptienne de Airwork.

Deux autres Cruiser II et un Cruiser III ont été mis en service dans la Royal Air Force en 1940.

## Survivants
Le fuselage d'un Cruiser III (immatriculation G-ACYK) est exposé au Musée national de l'aviation à East Fortune, en Écosse. Cet avion s'est écrasé en 1938; en 1973, la section de la cabine a été déplacée par hélicoptère à partir du site de l'accident près de Largs jusqu'au musée.

## Utilisateurs

### Opérateurs civils
Tchécoslovaquie
- Bata Shoe Company

 Égypte
- Misr Airwork Limited

 Inde
- Maharajah de Patiala

 Iraq
- Iraq Airwork Limited

 Royaume de Yougoslavie
- Aeroput (en)

 Royaume-Uni
- British Airways Limited (1936-1940)
- Northern and Scottish Airways (1936)
- Railway Air Services (en) (1936)[4]
- Scottish Airways (1936-1938)
- Spartan Air Lines (1933-1935)
- United Airways (1934)[11]

### Opérateurs militaires
Royaume de Yougoslavie
- Royal Yugoslav Air Force - Deux avions réutilisés au service militaire en 1940.

 Royaume-Uni
- Royal Air Force